# Список судинних рослин Шпіцбергену
Список судинних рослин Шпіцбергену містить перелік зі 177 видів (у тому числі 14 — чужорідних), зареєстрованих на архіпелазі Шпіцберген згідно з відомостями Міжнародного союзу охорони природи, вебсайту svalbardflora.no та проекту PanArctic-Flora. Список налічує 8 видів судинних спорових, 55 видів однодольних і 114 видів дводольних рослин; жоден вид голонасінних не зростає на архіпелазі.

## Особливості флори судинних рослин
Архіпелаг Шпіцберген (площею 62 700 км²) включає багато дрібних островів і кілька більших, серед них найбільший — Західний Шпіцберген (площею 39 044 км²). Сильна й тепла Північно-Атлантична течія досягає архіпелагу, створюючи на диво сприятливий клімат вздовж західного узбережжя і внутрішніх океанічних частин, зважаючи, звісно, на широту. Клімат східних і північних районів значно суворіший, крижаний. Територія Шпіцбергену вкрита вічною мерзлотою й тундрою. Лише ті області, які розмерзаються влітку, мають рослинність. На архіпелазі Шпіцберген 65  % площі суші займають охоронні території, у тому числі 7 національних парків (14400 км²).
На архіпелазі вирізняють зони із такими типами рослинності: а) арктична полярна пустеля (середня температура найтеплішого місяця менша за 2 °C); їй притаманний розріджений (відкритий) покрив із квіткових, більш рясні мохи та лишайники, деревні рослини майже відсутні; різноманітність видів низька; б) північна арктична тундра (середня температура найтеплішого місяця близько 2–4°C) — переважає покрив із квіткових, розпростертого чагарника Salix polaris, і часто пишних мохів та лишайників; різноманітність видів значно вища, ніж у зоні А, але й досі низька; в) середня арктична тундра (середня температура найтеплішого місяця близько 4–6°C) — трав'янистий і чагарниковий покрив із квіткових, карликових та розпростертих кущів; різноманітність видів порівняно висока і є кілька ендеміків для цієї зони.
Оскільки архіпелаг був повністю вкритий льодом упродовж Віслінського льодовикового періоду, який завершився приблизно 10 000 років тому, майже всі види мігрували сюди порівняно недавно. Генетичні дослідження показують, що місцеві види є предками рослин Ґренландії, Америки та Росії; отже, мають амфіатлантичних, приполярних і євразійських представників; скандинавських видів порівняно небагато (наприклад, Saussurea alpina). Кілька видів, поширених у Ґренландії й Америці, представлені в Європі лише на Шпіцбергені (наприклад, Minuartia rossii, Papaver cornwallisense). Флора включає також дуже невелику кількість ендеміків (напевно, тільки три види: Puccinellia svalbardensis, Saxifraga svalbardensis, Potentilla insularis). Однак, згідно з Plants of the World Online ендеміків п'ять: Taraxacum amphiphron, Taraxacum recedens, Taraxacum torvum, Ranunculus wilanderi (англ. unresolved name), Saxifraga svalbardensis.
Флора головного острова архіпелагу добре відома. Проте, в осяжних областях на заході, півночі й, особливо, східному узбережжі Шпіцбергену проводили тільки розрізнені спостереження. Флора найпівденнішого острова в архіпелазі, Ведмежого, поєднує в собі риси північної Скандинавії й решти Шпіцбергену, але збіднена через ізольоване положення, невеликі розміри (178 км²) і бридкий, туманний, несприятливий клімат влітку. На суворому острові Квітоя відомо лише 5 видів судинних (Draba corymbosa, Draba pauciflora, Draba subcapitata, Saxifraga cernua, Saxifraga oppositifolia).
Численні таксони були записані як чужорідні, але утворили порівняно мало стійких популяцій. Основна частина з них це однорічні або дворічні рослини, здатні прорости, але не в змозі досягти зрілості й зав'язати насіння. На Шпіцбергені наявні записи зростання, наприклад, соняшника, гороху, сливи, яблук, груші й небагатьох досить екзотичних для цих широт рослин (напр. Acorus calamus). Усі такі випадки не включені до списку.

## Природоохоронні статуси
У поданому списку вказано як міжнародний природоохоронний статус в окремій колонці, так і статус на території архіпелагу Шпіцберген у колонці «Особливості поширення». До Червоного списку судинних рослин архіпелагу Шпіцберген входять 48 видів та підвидів, з них 9 — на межі зникнення (CR), 11 — під загрозою (EN), 14 — уразливі (VU), 14 — близькі до загрозливого стану (NT).
Для позначення охоронного статусу кожного виду за оцінками МСОП та Червоного списку архіпелагу Шпіцберген, використано такі скорочення:
| CR | Critically Endangered | Види на межі зникнення              |
| EN | Endangered            | Види під загрозою вимирання         |
| VU | Vulnerable            | Уразливі види                       |
| NT | Near Threatened       | Види, близькі до загрозливого стану |
| LC | Least Concern         | Найменший ризик                     |
| NA | Not applicable        | Не застосовується                   |

## Список судинних рослин архіпелагу Шпіцберген
| Видова назва                                                        | Особливості поширення1 | Статус МСОП | Статус ЧСШ2 | Зображення |
| Судинні спорові                                                     | |             |             |            |
| Клас: Хвощевидні (Equisetopsida)                                    | |             |             |            |
| Порядок: Хвощові (Equisetales)                                      | |             |             |            |
| Родина: Хвощові (Equisetaceae)                                      | |             |             |            |
| Хвощ польовий * Equisetum arvense L.                                | Присутній у всіх зонах, і, ймовірно, досить поширений на всіх великих островах і деяких менших. Невідомий на острові Надії та Землі Короля Карла. |             | LC          |            |
| Equisetum scirpoides Michx.                                         | Поширений на Шпіцбергені, окрім зони полярної пустелі. Є кілька записів про знахідки на острові Ведмежому. |             | LC          |            |
| Хвощ рябий * Equisetum variegatum Schleich. ex F.Weber & D.M.H.Mohr | Присутній у всіх зонах, але дуже рідкісний у полярній пустелі. Досить поширений на Шпіцбергені й досить розрізнений на Північно-Східній Землі й деяких дрібних островах (Ведмежий, Земля Принца Карла). Невідомий на острові Надії та Землі Короля Карла. |             | LC          |            |
| Клас: Плауновидні (Lycopodiopsida)                                  | |             |             |            |
| Порядок: Плаунові (Lycopodiales)                                    | |             |             |            |
| Родина: Плаунові (Lycopodiaceae)                                    | |             |             |            |
| Huperzia arctica (Grossh. ex Tolm.) Sipliv.                         | Частий на Шпіцбергені, відомий з кількох місць у внутрішніх фйордах західної й північної частин Північно-Східної Землі, є також поодинокі знахідки на острові Еджі та Землі Принца Карла. Присутній у всіх зонах, за винятком полярної пустелі. |             | LC          |            |
| Клас: Папоротевидні (Polypodiopsida)                                | |             |             |            |
| Порядок: Багатоніжкові (Polypodiales)                               | |             |             |            |
| Родина: Вудсієві (Woodsiaceae)                                      | |             |             |            |
| Міхурниця ламка * Cystopteris fragilis (L.) Bernh.                  | Зростає тільки на Шпіцбергені, де досить часто трапляється у фйордах, рідше на узбережжі. |             | LC          |            |
| Woodsia glabella R.Br.                                              | Дуже рідкісний, обмежується кількома місцями на фйордах Шпіцбергену. Усі місця — у середній арктичній тундрі. |             | EN          |            |
| Клас: Псилотоподібні (Psilotopsida)                                 | |             |             |            |
| Порядок: Вужачковидні (Ophioglossales)                              | |             |             |            |
| Родина: Вужачкові (Ophioglossaceae)                                 | |             |             |            |
| Botrychium boreale (Fr.) Milde                                      | Теплолюбний. Обидві відомі ділянки зростання лежать у середній арктичній тундрі, у близьких околицях термальних джерел. |             | CR          |            |
| Гронянка півмісяцева * Botrychium lunaria (L.) Sw.                  | Дуже теплолюбний з єдиним місцем зростання в середній арктичній тундрі. Відомий із близької околиці термальних джерел на півночі Шпіцбергену. |             | CR          |            |
| Покритонасінні                                                      | |             |             |            |
| Клас: Однодольні (Liliopsida)                                       | |             |             |            |
| Порядок: Тонконогоцвіті (Poales)                                    | |             |             |            |
| Родина: Осокові (Cyperaceae)                                        | |             |             |            |
| Осока Бігелова * Carex bigelowii Torr. ex Schwein.                  | Дуже теплолюбний. Єдине місце зростання поблизу головного летовища Шпіцбергену. Площа зростання була більшою, поки не збудували злітно-посадкову смугу. |             | CR          |            |
| Осока волосинчаста * Carex capillaris L.                            | Дуже теплолюбний. Знайдений лише в одній місцевості, близько до термальних джерел. Один з найбільш поширених видів у цьому районі, чисельність популяції, за оцінками, понад 2000 особин (2012). |             | NT          |            |
| Carex concolor R.Br.                                                | Знайдений у єдиному місці на Шпіцбергені — Війдефьорді, на півночі острова. |             | VU          |            |
| Осока темно-бура * Carex fuliginosa Schkuhr                         | Як правило, зростає розкиданими купинами у вересових фітоценозах серед Dryas octopetala і Cassiope tetragona на Шпіцбергені й Північно-Східній Землі; іноді буває панівною рослиною. Ймовірно, значної шкоди йому завдають олені. |             | LC          |            |
| Carex glacialis Mack.                                               | Теплолюбний. Рослина середньої арктичної тундри, відома лише з чотирьох невеликих осередків на Шпіцбергені. |             | NT          |            |
| Carex glareosa Schkuhr ex Wahlenb.                                  | Теплолюбний. Зростає в межах середньої арктичної тундри в центрально-західній частині Шпіцбергену. |             | LC          |            |
| Carex krausei Boeck.                                                | Теплолюбний. Рослина середньої арктичної тундри Шпіцбергену, зростає на Діксонфьорді, а також у двох місцях на Війдефьорді. |             | NT          |            |
| Осока Лахеналя * Carex lachenalii Schkuhr                           | Рослина середньої й північної арктичної тундри. Досить частий на Шпіцбергені й на півночі острова Ведмежого. | LC          | LC          |            |
| Carex lidii Hadac                                                   | Рослина середньої й північної арктичної тундри. Задокументовані знахідки у п'яти осередках на Шпіцбергені та у внутрішній частині острова Еджа. |             | VU          |            |
| Carex marina Dewey                                                  | Теплолюбний. Рослина середньої арктичної тундри, відома з двох долин: у Норденшельді та внутрішніх частинах Ісфьорду, Шпіцберген. | LC          | VU          |            |
| Carex maritima Gunnerus                                             | Зростає в середній та північній арктичній тундрі, на межі з полярною пустелею. Поширений обмежено на Шпіцбергені та Північно-Східній Землі. |             | LC          |            |
| Carex nardina (Hornem.) Fr.                                         | Трапляється часто у середній арктичній тундрі, зростає розсіяно у північній арктичній тундрі й ледь проникає в полярну пустелю. Досить поширений на вапняних ґрунтах півночі Шпіцбергену та у Північно-Східній Землі, є один осередок на Землі Принца Карла, але не знайдений на інших островах.                                                                                         |             | LC          |            |
| Carex parallela (Laest.) Sommerf.                                   | Помірно теплолюбний. Росте в середній та північній арктичній тундрі. Присутній тільки на Шпіцбергені й Північно-Східній Землі. |             | LC          |            |
| Осока скельна * Carex rupestris All.                                | Поширений у середній та частково північній арктичній тундрі. Вид зростає у північній частині Шпіцбергену, а також присутній у дуже небагатьох місцях на Північно-Східній Землі. |             | LC          |            |
| Carex saxatilis L.                                                  | Теплолюбний. Його зростання обмежене середньою арктичною тундрою, але кілька популяцій є в північній арктичній тундрі. Зростає на півночі Шпіцбергену. | LC          | LC          |            |
| Carex subspathacea Wormsk. ex Hornem.                               | Є однією з найпоширеніших арктичних солончакових рослин. Зростає на Шпіцбергені, Північно-Східній Землі, островах Еджі, Ведмежому. | LC          | LC          |            |
| Carex ursina Dewey                                                  | Від поширеного до розсіяного в середній і північній арктичній тундрі; одне місце зростання розташоване в полярній пустелі. На Шпіцбергені досить частий на берегах і вздовж річок. Також знайдено в одному місці на Еджі. |             | LC          |            |
| Пухівка Шейхцера * Eriophorum scheuchzeri Hoppe                     | Відсутній у найсуворіших частинах архіпелагу. Поширений у середній і північній арктичній тундрі, ледь проникає в полярну пустелю. Поширений на Шпіцбергені, є записи з Еджа й Північно-Східної Землі. |             | LC          |            |
| Eriophorum sorensenii Raymond                                       | Теплолюбний. Відомий із середньої арктичної тундри Шпіцбергену: середні та внутрішні частини Ісфьорду, а також Конгсфьорду, Ліфдефьорду та Війдефьорду. Ареал схожий на Eriophorum triste, однак, ці види не часто трапляються разом в одних і тих же багновищах і болотах. |             | —           |            |
| Eriophorum triste (Th.Fr.) Hadac & Á.Löve                           | Теплолюбний. Майже повністю зростає в межах середньої арктичної тундри на Шпіцбергені: середні та внутрішні частини Ісфьорду, також росте на Конгсфьорді, Ліфдефьорді й Війдефьорді. |             | LC          |            |
| Kobresia simpliciuscula (Wahlenb.) Mack.                            | Теплолюбний. Виявлений у семи осередках на Шпіцбергені в межах середньої арктичної тундри: на Ісфьорді, Конгсфьорді, Аусфьорді та Війдефьорді. |             | EN          |            |
| Родина: Ситникові (Juncaceae)                                       | |             |             |            |
| Juncus albescens (Lange) Fernald                                    | Теплолюбний. Зростає в середній арктичній тундрі північно-центральних районів Шпіцбергену. Поширення виду обмежене районами, прилеглими до середньої та внутрішньої частин Ісфьорду, Конгсфьорду та Війдефьорду. |             | LC          |            |
| Juncus arcticus Willd.                                              | Можливо, теплолюбний. Зростає в середній арктичній тундрі Шпіцбергену на Діксонфьорді й Ісфьорді. Весь ареал лежить у межах ділянки площею 5 × 5 км. |             | NT          |            |
| Juncus biglumis L.                                                  | Присутній у всіх зонах, на всіх великих островах (Шпіцберген, Північно-Східна Земля, Едж, Острів Баренца) і на більшості дрібніших (Ведмежий, Земля Принца Карла, Конгсейя). | LC          | LC          |            |
| Juncus leucochlamys V.J.Zinger ex V.I.Krecz.                        | Теплолюбний. Населяє середню арктичну тундру Шпіцбергену, росте в багновищах внутрішніх частин Ісфьорду. |             | EN          |            |
| Luzula nivalis (Laest.) Spreng.                                     | Присутній у всіх зонах. Поширений у багатьох частинах Шпіцбергену, деяких частинах Північно-Східної Землі, і, ймовірно, також на Еджі, Острові Баренца й Землі Принца Карла. Є багато записів із Землі Короля Карла, але жодного з островів Надії та Ведмежого. |             | LC          |            |
| Luzula wahlenbergii Rupr.                                           | Можливо, теплолюбний. Обмежений середньою арктичною тундрою в дуже малій області Шпіцбергену на Ісфьорді й одному місці на Меєнфьорді. | LC          | NT          |            |
| Родина: Тонконогові (Poaceae)                                       | |             |             |            |
| Alopecurus ovatus Knapp                                             | Поширений у середній і північній арктичній тундрі й досягає полярної пустелі. Відомий з усіх основних і більшості дрібних островів, у тому числі Ведмежого (де він досить поширений), Надії, Землі Короля Карла, Землі Принца Карла. |             | LC          |            |
| Arctagrostis latifolia (R.Br.) Griseb                               | Теплолюбний. Зростає в середній арктичній тундрі Шпіцбергену в середніх і внутрішніх частинах Ісфьордну й Війдефьорду, і в одному осередку на Конгсфьорді. |             | EN          |            |
| Arctodupontia scleroclada (Rupr.) Tzvelev                           | Зростає в трьох областях: на Гренфьорді, на південно-західному березі Конгсфьорду й півночі Землі Принца Карла. |             | —           |            |
| Arctophila fulva (Trin.) N.J.Anderss                                | Поширений у середній і північній арктичній тундрі Шпіцбергену. Вид локально розповсюджений у водно-болотних угіддях Ведмежого. |             | LC          |            |
| Calamagrostis neglecta * (Ehrh.) P.Gaertn., B.Mey. & Scherb.        | Швидше за все теплолюбний. Росте в межах середньої й північної тундри Шпіцбергену й Ведмежого. |             | LC          |            |
| Calamagrostis purpurascens R.Br.                                    | Теплолюбний. Росте в середній арктичній тундрі Війдефьорду на півночі Шпіцбергену. |             | NT          |            |
| Deschampsia alpina (L.) Roem & Schultes                             | Поширений у всіх зонах на всіх великих островах і кількох дрібніших: Ведмежому, Землі Принца Карла, острові Надії. |             | LC          |            |
| Щучник дернистий * Deschampsia cespitosa (L.) P.Beauv.              | Інтродукований. Відомий із кількох осередків на Ведмежому й кількох — на Шпіцбергені. |             | NA          |            |
| Deschampsia sukatschewii (Popl.) Roshev.                            | Відомий лише зі Шпіцбергену, середньої й північної арктичної тундри. Поширений у вапняних районах на внутрішньому Ісфьорді й Війдефьорді. |             | LC          |            |
| Dupontia fisheri R.Br.                                              | Ймовірно, присутній у всіх зонах і доволі поширений на великих островах групи Шпіцбергену, але відсутній на Ведмежому й невідомий на островах Надії та Земля Принца Карла. |             | LC          |            |
| Festuca baffinensis Polunin                                         | Вид здебільшого зростає у сприятливих умовах на вапнякових ґрунтах уздовж внутрішніх гілок Ісфьорду (понад 80 %) та в арктичній тундрі на лужних ґрунтах Війдефьорді. Рідше трапляється на Конгсфьорді. Поодинокі місця розташовані на великій висоті між Конгсфьордом та Ісфьордом, а також на Північно-Східній Землі.                                                                  |             | LC          |            |
| Festuca brachyphylla Schult. & Schult.f.                            | Теплолюбний і трапляється тільки в одній кліматично сприятливій області — в середній арктичній тундрі на Ісфьорді. |             | NT          |            |
| Festuca edlundiae S.Aiken, Consaul & Lefkovitch                     | Зростає в середній і північній арктичній тундрі. Досить поширений на Шпіцбергені, але впадає в око відсутність його на західному узбережжі. Також відомий із кількох місць у більш сприятливих районах Північно-Східної Землі, Острова Баренца й однієї ділянки на північному заході Еджі.                                                                                               |             | LC          |            |
| Festuca frederikseniae E.B.Alexeev                                  | Відомий з однієї місцевості на Шпіцбергені — Діксонфьорді. |             | EN          |            |
| Festuca hyperborea Holmen ex Fred.                                  | Підтверджується тільки з кількох пунктів або невеликих поселень на Шпіцбергені, двох знахідок на Північно-Східній Землі, однієї в північній частині Острова Баренца. |             | EN          |            |
| Костриця червона * Festuca rubra L.                                 | Знайдений у всіх зонах на всіх чотирьох основних островах, а також на Землі Принца Карла, Землі Короля Карла і Ведмежому. |             | LC          |            |
| Festuca viviparoidea Pavlick                                        | Знайдений у всіх зонах основних островів групи Шпіцберген, а також Землі Принца Карла й Землі Короля Карла. |             | LC          |            |
| Hierochloe alpina (Sw.) Roem. & Schult.                             | Росте в середній арктичній тундрі в центральній частині Шпіцбергену. |             | —           |            |
| Pleuropogon sabinei R.Br.                                           | Відомий тільки з трьох місцевостей водно-болотних угідь на Шпіцбергені. |             | EN          |            |
| Poa abbreviata R.Br.                                                | |             | LC          |            |
| Poa hartzii Gand.                                                   | |             | LC          |            |
| Puccinellia angustata (R.Br.) Rand & Redf.                          | Відомий зі всіх чотирьох великих островів (Шпіцберген, Північно-Східна Земля, Острів Баренца, Едж), а також із Конгсеї та острова Надії, але не з Ведмежого. |             | LC          |            |
| Puccinellia coarctata Fernald & Weath.                              | Теплолюбний. Відомий із кількох ділянок уздовж берегів острова Ведмежий (середня арктична тундра). |             | LC          |            |
| Puccinellia phryganodes (Trin.) Scribn. & Merr.                     | Присутній у всіх зонах. Частий на Шпіцбергені й відомий з усіх інших великих островів, Землі Принца Карла, Землі Короля Карла й Ведмежого, не зареєстрований на острові Надії. |             | LC          |            |
| Puccinellia svalbardensis Rønning                                   | Відомий із середньої арктичної тундри в чотирьох невеликих областях на Шпіцбергені. |             | NT          |            |
| Puccinellia vahliana (Liebm.) Scribn. & Merr.                       | Зростає в середній та північній арктичній тундрі Шпіцбергену, Північно-Східної Землі, Землі Принца Карла, й одне місце на західному Еджі. |             | NT          |            |
| Pucciphippsia vacillans (Th.Fr.) Tzvelev                            | Відомий з пунктів, розкиданих у всіх зонах на Шпіцбергені, в Північно-Східній Землі, Острові Баренца й Еджі. |             | —           |            |
| Trisetum spicatum (L.) K.Richt.                                     | Ймовірно, присутній у всіх зонах, але не дуже поширений. Основна частина ареалу лежить на Шпіцбергені, є тільки один запис із острова Едж і Північно-Східної Землі. |             | LC          |            |
| Клас: Дводольні (Magnoliopsida)                                     | |             |             |            |
| Порядок: Аралієцвіті (Apiales)                                      | |             |             |            |
| Родина: Окружкові (Apiaceae)                                        | |             |             |            |
| Бугила лісова * Anthriscus sylvestris (L.) Hoffm.                   | Завезений. Одна велика і стабільна популяція відома в російському шахтарському місті Баренцбург. |             | NA          |            |
| Порядок: Айстроцвіті (Asterales)                                    | |             |             |            |
| Родина: Айстрові (Asteraceae)                                       | |             |             |            |
| Деревій звичайний * Achillea millefolium L.                         | Завезений. Був знайдений у кількох населених пунктах, але може бути постійним тільки в трьох: Лонг'їр, Піраміда, Баренцбург. Немає жодних доказів того, що вид розмножується насінням. Мабуть, популяції тривалий час підтримуються вегетативно. |             | NA          |            |
| Arnica angustifolia Vahl                                            | Теплолюбний. Пов'язаний із середньою арктичною тундрою Шпіцбергену, але тут досить часто трапляється в середніх і внутрішніх фйордових районах. |             | LC          |            |
| Erigeron eriocephalus J.Vahl. in Hornem.                            | Відомий із середньої й північної арктичної тундри й одного пункту в межах полярної пустелі, однак із локально високою річною температурою через велику інсоляцію та захист від вітру. Усі записи з півночі та північного заходу Шпіцбергену. |             | VU          |            |
| Erigeron humilis Graham                                             | Помірно теплолюбний. Поширений у середній арктичній тундрі, ледь переступаючи в північну. Зростає у фйордах Шпіцбергену; є одна задокументована знахідка на заході Еджі. |             | LC          |            |
| Petasites frigidus (L.) Fr.                                         | Теплолюбний. Зростає переважно в середній арктичній тундрі, але переступаючи в північну. Обмежений Шпіцбергеном. |             | LC          |            |
| Сосюрея альпійська * Saussurea alpina (L.) DC.                      | Завезений. Відомий тільки з одного пункту на південно-західному узбережжі Шпіцбергену. Цей осередок розташований в північній арктичній тундрі. |             | NA          |            |
| Taraxacum acromaurum Dahlst.                                        | Теплолюбний. Обмежений островом Ведмежий, де відомий з кількох місць на південному сході й північному сході. |             | —           |            |
| Taraxacum arcticum (Trautv.) Dahlst.                                | Досить часто трапляється у фйордових районах середньої й північної арктичної тундри. Більшість місць зростання на Шпіцбергені, але деякі розташовані на північному заході Північно-Східної Землі і кілька відомо на Еджі й Острові Баренца. Незареєстрований на острові Ведмежому. |             | LC          |            |
| Taraxacum brachyceras Dahlst.                                       | Теплолюбний. Здебільшого обмежений середньою арктичною тундрою, злегка переступаючи в північну. На Шпіцбергені зона розповсюдження цього виду має диз'юнктивний характер. |             | LC          |            |
| Кульбаба лікарська * Taraxacum sect. ruderalia                      | Завезений і має сталі популяції в російських населених пунктах Баренцбуг і Піраміда. |             | —           |            |
| Родина: Дзвоникові (Campanulaceae)                                  | |             |             |            |
| Дзвоники круглолисті * Campanula rotundifolia L.                    | Явний теплолюб. Зона поширення лежить у середній арктичній тундрі. Знайдено кілька колоній на дуже невеликій площі на Ісфьорді. |             | VU          |            |
| Campanula uniflora L.                                               | Теплолюбний. Знайдений в основному в середній арктичній тундрі. Обмежений кліматично сприятливими фйордовими районами центральної й північної частин Шпіцбергену. |             | NT          |            |
| Порядок: Шорстколистоцвіті (Boraginales)                            | |             |             |            |
| Родина: Шорстколисті (Boraginaceae)                                 | |             |             |            |
| Mertensia maritima (L.) Gray                                        | Зростає у середній і північній арктичній тундрі, вздовж берега на Шпіцбергені. |             | LC          |            |
| Порядок: Капустоцвіті (Brassicales)                                 | |             |             |            |
| Родина: Капустяні (Brassicaceae)                                    | |             |             |            |
| Гусимець альпійський * Arabis alpina L.                             | Знайдений у середній і північній арктичній тундрі. Населяє Ведмежий та західне узбережжя Шпіцбергену. |             | NT          |            |
| Суріпиця звичайна * Barbarea vulgaris W.T.Aiton                     | Інтродукований. Знайдений в одному норвезькому селищі Лонг'їр і російських Піраміді й Баренцбурзі. |             | NA          |            |
| Braya glabella Richardson                                           | На Шпіцбергені росте від півдня до північного узбережжя, але зосереджений переважно у великих системах фйордів. Крім того, повідомляють про один осередок на північному заході Еджі та про два на Північно-Східній Землі. |             | LC          |            |
| Cakile maritima * Scop.                                             | Цей північноатлантичний ендемік знайдений одного разу на Шпіцбергені. Вид не є частиною стабільної флори. |             | NA          |            |
| Cardamine bellidifolia L.                                           | Присутній у всіх зонах. Трапляється час від часу або й порівняно часто в окремих областях на всіх великих островах архіпелагу, але ніколи у великих кількостях. |             | LC          |            |
| Жеруха лучна * Cardamine pratensis L.                               | Присутній у всіх зонах, але більш рідко й не квітне в полярній зоні пустелі. Ймовірно, звичайний на всіх великих островах архіпелагу від Ведмежого до західних частин Північно-Східної Землі; але невідомий на островах Надії, Землі Короля Карла. |             | —           |            |
| Cochlearia groenlandica L.                                          | Це одна з найпоширеніших рослин архіпелагу, зростає на всіх великих і більшості дрібних островів (виняток становить Квітоя, де, як відомо, практично немає судинних рослин). |             | LC          |            |
| Draba alpina L.                                                     | Присутній у всіх зонах, але менш поширений у полярній пустелі. Часто трапляється на більшості великих островів у групі Шпіцбергену (Шпіцберген, Земля Принца Карла, Північно-Східна Земля, Едж), а також на Ведмежому. |             | LC          |            |
| Draba arctica J.Vahl                                                | Звичайний у середній і північній арктичній тундрі. Зростання в основному обмежене Шпіцбергеном, є по одному повідомленню з Еджа й Північно-Східної Землі. |             | LC          |            |
| Draba corymbosa R.Br. ex DC.                                        | Присутній або частий у всіх зонах. Знайдений на всіх основних островах групи Шпіцбергену (Шпіцберген, Північно-Східна Земля, Острів Баренца, Едж) і, навіть на найсуворішому острові Квітоя. Немає повідомлень про цей вид з острова Ведмежого. |             | LC          |            |
| Draba fladnizensis Wulf.                                            | Теплолюбний. Обмежений середньою арктичною тундрою у фйордових регіонах, можливо, з 1–2 місць у північній арктичній зоні тундри. Відомий тільки зі Шпіцбергену. |             | VU          |            |
| Draba glabella Pursh                                                | Помірно теплолюбний. Зростає в середній і північній арктичній тундрі. В архіпелазі обмежений Шпіцбергеном, де локально поширений у деяких районах, особливо уздовж деяких західних фйордів (Ісфьорд, Конгсфьорд), а також є одне місце зростання на півночі Острова Баренца. |             | LC          |            |
| Draba lactea Adams                                                  | Від звичайного до частого в усіх зонах. Документально діапазон поширення обмежений Шпіцбергеном, Північно-Східною Землею й Островом Баренца. |             | LC          |            |
| Draba micropetala Hook.                                             | Холодолюбний. Присутній у всіх зонах. Одна з найбільш витривалих судинних рослин на архіпелазі. Менш розповсюджена у середній арктичній тундрі, ніж у більш суворих зонах. Відомий з усіх основних островів групи Шпіцберген (Шпіцберген, Земля Принца Карла, Північно-Східна Земля, Острів Баренца, Едж), а також з Острова Надії й Землі Короля Карла. Невідомий на острові Ведмежому. |             | NT          |            |
| Draba nivalis Lilj.                                                 | Поширений у всіх зонах, не рідкісний у полярній пустельній зоні на Шпіцбергені й Північно-Східній Землі. Також відомий із Землі Принца Карла. |             | LC          |            |
| Draba norvegica Gunnerus                                            | Присутній у всіх зонах, але дуже рідко в полярній пустелі. Вид частий на Ведмежому, на заході та в центрі Шпіцбергену, рідкісний на Північно-Східній Землі й Землі Принца Карла, ще не зареєстрований на Еджі, Острові Баренца та менших островах. |             | LC          |            |
| Draba oxycarpa Boiss.                                               | Присутній у всіх зонах, але менш поширений у полярній пустелі. Знайдений на чотирьох основних островах (Шпіцберген, Земля Принца Карла, Північно-Східна Земля, Острів Баренца, Едж), а також на Ведмежому. |             | LC          |            |
| Draba pauciflora R.Br.                                              | Холодолюбний. Присутній у всіх зонах. Одна з найбільш витривалих судинних рослин на архіпелазі, менш розповсюджена у середній арктичній тундрі, ніж у більш суворих зонах. Відома з 4 основних островів (Шпіцберген, Північно-Східна Земля, Острів Баренца, Едж), а також із Землі Короля Карла та Квітоя. Невідома на острові Ведмежому.                                                |             | NT          |            |
| Draba subcapitata Simm.                                             | Холодолюбний. Присутній у всіх зонах. Знайдений на 4 основних островах (Шпіцберген, Земля Принца Карла, Північно-Східна Земля, Острів Баренца, Едж), а також кількох суворих, віддалених островах (Земля Короля Карла, Квітоя, Група Семи островів). Невідомий з Ведмежого. |             | NT          |            |
| Eutrema edwardsii R.Br.                                             | Присутність у більш холодних частинах Шпіцбергену вказує на те, що вид не з теплолюбних. Трапляється в середній і північній арктичній тундрі. Розкиданий у вапнякових фйордових районах Шпіцбергену. |             | LC          |            |
| Водяний хрін лісовий * Rorippa sylvestris (L.) Besser               | Випадковий на Шпіцбергені. | LC          | NA          |            |
| Thlaspi arvense L.                                                  | Випадковий на Шпіцбергені. |             | NA          |            |
| Порядок: Гвоздикоцвіті (Caryophyllales)                             | |             |             |            |
| Родина: Гвоздичні (Caryophyllaceae)                                 | |             |             |            |
| Arenaria humifusa Wahlenb.                                          | Теплолюбний. Рослина середньої арктичної тундри. Відомий із трьох пунктів на північному заході Шпіцбергену. |             | VU          |            |
| Arenaria pseudofrigida (Ostenf. & O.C.Dahl) Schischk. & Knorring    | Зростає в межах середньої й північної тундри. У Шпіцбергені поширений уздовж середньої та внутрішньої частин Ісфьорду, Конгсфьорду, Ліфдефьорду й Війдефьорду. Поодинокі записи відомі з північної частини Бельсуну, Землі Принца Карла й Еджа. |             | LC          |            |
| Роговик альпійський * Cerastium alpinum L.                          | Можливо, теплолюбний. Знайдений у кількох місцях уздовж західного узбережжя Шпіцбергену в середній і, можливо, північній арктичній тундрі. |             | LC          |            |
| Cerastium arcticum Lange coll.                                      | Звичайний у всіх зонах усіх великих островів, у тому числі Ведмежого, також присутній на більшості відвіданих дрібних островів. |             | LC          |            |
| Cerastium cerastoides * (L.) Britton                                | Теплолюбний. В архіпелазі відомий тільки з Ведмежого, де частий у північній і південній частинах. |             | LC          |            |
| Cerastium regelii Ostenf.                                           | Холодолюбний. Звичайний у всіх зонах, але рідший у середній арктичній тундрі, ніж у холодніших. Звичайний для всіх великих островів, у тому числі Ведмежого, а також присутній на більшості відвіданих дрібних островів. |             | LC          |            |
| Honckenya peploides (L.) Ehrh.                                      | Трапляється в чотирьох областях на Шпіцбергені. |             | LC          |            |
| Minuartia biflora (L.) Schinz & Thell.                              | Звичайний у всіх зонах. Поширений на Шпіцбергені й відомий з усіх основних островів групи Шпіцберген, відсутній на Ведмежому. |             | LC          |            |
| Minuartia rubella (Wahlenb.) Hiern                                  | Населяє сухі біотопи на добре дренованих ґрунтах від суглинку до гравію, росте переважно на ділянках із тонким сніговим покривом. Звичайний у всіх зонах. Поширений на Шпіцбергені й Північно-Східній Землі, відомий на острові Едж, але відсутній на Острові Баренца та Ведмежому. |             | LC          |            |
| Minuartia rossii (R.Br. ex Richardsson) Graebn.                     | Холодолюбний. Присутній у середній і північній арктичній тундрі, в деяких місцях торкаючись полярної пустелі. Обмежений Шпіцбергеном і є один запис із Північно-Східної Землі. |             | NT          |            |
| Minuartia stricta (Sw.) Hiern                                       | Усі чотири підтверджені пункти на Шпіцбергені розташовані в межах середньої арктичної тундри. |             | CR          |            |
| Sagina caespitosa (J.Vahl) Lange                                    | Осередки зростання розташовані на Шпіцбергені в північній арктичній тундрі. |             | EN          |            |
| Sagina nivalis (Lindblad) Fr.                                       | Звичайний у всіх зонах. Присутній чи звичайний на всіх великих островах, у тому числі Ведмежому, а також на кількох дрібніших островах. |             | LC          |            |
| Silene acaulis (L.) Jacq.                                           | Відсутній у найсуворіших частинах архіпелагу. Частий у середній і північній арктичній тундрі, дуже рідкісний у полярній пустелі. Поширений на Шпіцбергені й Ведмежому з кількома записами на Землі Принца Карла, Еджі й Північно-Східній Землі. |             | LC          |            |
| Silene involucrata (Cham. & Schltdl.) Bocquet                       | Помірно теплолюбний. Зона розповсюдження обмежена переважно середньою арктичною тундрою Шпіцбергену. |             | LC          |            |
| Silene uralensis (Rupr.) Bocquet                                    | Присутній у всіх зонах. Поширений на островах групи Шпіцбергену. Невідомий з Ведмежого. |             | LC          |            |
| Stellaria humifusa Rottb.                                           | Присутній у всіх зонах. Частий у приморських місцях Шпіцбергену й відомий з Ведмежого, північної частини Землі Принца Карла, займає кілька місць на Північно-Східній Землі, відомий з однієї місцевості на південному заході Еджа. | LC          | LC          |            |
| Stellaria longipes Goldie                                           | Поширений у всіх зонах. Звичайний на Шпіцбергені й інших великих островах, на багатьох дрібніших островах, але невідомий на острові Надії. Очевидно, відсутній на Ведмежому. |             | LC          |            |
| Зірочник середній * Stellaria media (L.) Vill.                      | Завезений. Зареєстрований в 11 окремих пунктах від Ведмежого до півночі Шпіцбергену. |             | NA          |            |
| Родина: Гречкові (Polygonaceae)                                     | |             |             |            |
| Гірчак живорідний * Bistorta vivipara (L.) Delarbre                 | Це один з найпоширеніших видів судинних рослин архіпелагу, зростає в усіх зонах і на всіх великих островах (Ведмежий, Шпіцберген, Едж, Острів Баренца, Північно-Східна Земля й Земля Принца Карла). |             | LC          |            |
| Koenigia islandica L.                                               | У середній і північній арктичній тундрі. Частий на Ведмежому й досить частий у багатьох районах Шпіцбергену; також відомий із двох пунктів на Еджі. | LC          | LC          |            |
| Кисличник двостовпчиковий * Oxyria digyna (L.) Hill                 | Поширений у всіх зонах усіх основних островів (вкл. Ведмежий) і звичайний, принаймні, на Шпіцбергені. |             | LC          |            |
| Щавель кислий * Rumex acetosa L.                                    | Інтродукований. Є повідомлення про п'ять осередків на острові Ведмежому. |             | NA          |            |
| Порядок: Вересоцвіті (Ericales)                                     | |             |             |            |
| Родина: Вересові (Ericaceae)                                        | |             |             |            |
| Cassiope tetragona L.D.Don.                                         | Помірно теплолюбний. Росте в середній арктичній тундрі. Присутній тільки на Шпіцбергені. |             | LC          |            |
| Harrimanella hypnoides (L.) Coville                                 | Теплолюбний. Відомий із трьох районів на заході Шпіцбергену. |             | NT          |            |
| Буяхи * Vaccinium uliginosum L.                                     | Очевидно, теплолюбний вид. Зростає в місцях із високим рівнем інсоляції на Шпіцбергені. |             | CR          |            |
| Родина: Синюхові (Polemoniaceae)                                    | |             |             |            |
| Polemonium boreale Adams                                            | Теплолюбний. Населяє центральні фйорди Шпіцбергену. |             | LC          |            |
| Порядок: Бобовоцвіті (Fabales)                                      | |             |             |            |
| Родина: Бобові (Fabaceae)                                           | |             |             |            |
| Конюшина повзуча * Trifolium repens L.                              | Випадковий на Шпіцбергені. |             | NA          |            |
| Порядок: Букоцвіті (Fagales)                                        | |             |             |            |
| Родина: Березові (Betulaceae)                                       | |             |             |            |
| Береза карликова Betula nana L.                                     | Теплолюбний. Зростає в середній арктичній тундрі на північній стороні півострова між Ісфьордом і Ван Меєнфьордом, на ділянці площею 50 × 10 км. | LC          | NT          |            |
| Порядок: Тирличецвіті (Gentianales)                                 | |             |             |            |
| Родина: Тирличеві (Gentianaceae)                                    | |             |             |            |
| Comastoma tenellum (Rottb.) Toyok.                                  | Теплолюбний. Обмежений середньою арктичною тундрою Шпіцбергену. |             | VU          |            |
| Порядок: Губоцвіті (Lamiales)                                       | |             |             |            |
| Родина: Вовчкові (Orobanchaceae)                                    | |             |             |            |
| Euphrasia wettsteinii G.Gussarova                                   | Теплолюбний. Відомий із трьох кліматично найбільш сприятливих місць на Шпіцбергені — на Ісфьорді, Конгсфьорді й поблизу теплих джерел на Бокфьорді. |             | EN          |            |
| Pedicularis dasyantha (Trautv.) Hadac                               | Досить теплолюбний. За деякими винятками, зростання обмежене середньою арктичною тундрою Шпіцбергену. |             | LC          |            |
| Pedicularis hirsuta L.                                              | Поширений у середній і північній арктичній тундрі, переступаючи в полярну пустелю в кількох місцях. Знайдений на всіх великих островах, окрім Ведмежого, звичайний на Шпіцбергені. |             | LC          |            |
| Родина: Пухирникові (Lentibulariaceae)                              | |             |             |            |
| Pinguicula alpina L.                                                | Дуже теплолюбний. Відомий з однієї популяції на Війдефьорді, на півночі Шпіцбергену. |             | NT          |            |
| Порядок: Мальпігієві (Malpighiales)                                 | |             |             |            |
| Родина: Вербові (Salicaceae)                                        | |             |             |            |
| Верба трав'яна * Salix herbacea L.                                  | Теплолюбний. Звичайний на острові Ведмежому й задокументований з кількох місць на Шпіцбергені. |             | LC          |            |
| Верба шерстиста Salix lanata L.                                     | Теплолюбний. Відомий з двох місць на Шпіцбергені в середній арктичній тундрі. | LC          | NA          |            |
| Salix polaris Wahlenb.                                              | Від звичайного до панівного в середній і північній арктичній тундрі. Присутній на всіх великих островах і безлічі дрібних. |             | LC          |            |
| Верба сітчаста * Salix reticulata L.                                | Помірно теплолюбний. Населяє середню й північну арктичну тундру. Досить поширений на Ведмежому; також відомий із західних і центральних районів Шпіцбергену. |             | LC          |            |
| Порядок: Жовтецевоцвіті (Ranunculales)                              | |             |             |            |
| Родина: Макові (Papaveraceae)                                       | |             |             |            |
| Papaver cornwallisense D.Löve                                       | Присутній і поширений у всіх зонах Шпіцбергену, Землі Принца Карла, Північно-Східної Землі й Острова Баренца. |             | LC          |            |
| Papaver dahlianum Nordh.                                            | Поширений у всіх зонах і присутній на всіх основних і дрібніших островах, у тому числі Землі Короля Карла, острові Надії, Ведмежому і Групі семи островів. |             | LC          |            |
| Родина: Жовтецеві (Ranunculaceae)                                   | |             |             |            |
| Coptidium lapponicum (L.) Tzvelev                                   | Теплолюбний. Зростає в середній арктичній тундрі й кількох місць у північній арктичній зоні. Вид обмежений Шпіцбергеном. |             | LC          |            |
| Coptidium pallasii (Schltdl.) Tzvelev                               | Теплолюбний. Знайдений у шістьох пунктах на Шпіцбергені, у межах середньої арктичної тундри. |             | NT          |            |
| Ranunculus arcticus Richardson                                      | Теплолюбний. Обмежений фйордовими регіонами в межах середньої арктичної тундри на Шпіцбергені. |             | NT          |            |
| Жовтець золотистий * Ranunculus auricomus L.                        | Можливо, теплолюбний. Єдине відоме місце зростання розташоване на північному боці Ісфьорду в центральній частині Шпіцбергену. |             | NA          |            |
| Ranunculus glacialis L.                                             | Задокументований у чотирьох місцях на південному краї й південно-західному узбережжі Шпіцбергену. |             | NT          |            |
| Ranunculus hyperboreus Rottb.                                       | Ranunculus hyperboreus ssp. hyperboreus зростає тільки на Ведмежому. Ranunculus hyperboreus ssp. arnellii розсіяно трапляється в усіх біокліматичних зонах на всіх великих островах архіпелагу, за винятком Ведмежого. | LC          | LC          |            |
| Ranunculus nivalis L.                                               | Поширений у середній і північній арктичній тундрі, можливо, переступаючши трохи в полярну пустелю. Локально поширений на Шпіцбергені та, за кількома записами, на Еджі, Острові Баренца й Північно-Східної Землі. |             | LC          |            |
| Ranunculus pygmaeus Wahlenb.                                        | Поширений у всіх зонах на всіх основних островах групи Шпіцбергену, а також часто трапляється на Ведмежому. |             | LC          |            |
| Жовтець повзучий * Ranunculus repens L.                             | Завезений. Відомий із двох поселень, Лонг'їра й Баренцбурга. |             | NA          |            |
| Ranunculus subborealis Tzvelev                                      | Завезений. Відомий з Ведмежого острова, де утворив стабільні популяції. На Шпіцбергені його відмічали вісім разів, але, здається, там він не створив будь-яких довговічних популяцій. |             | NA          |            |
| Ranunculus sulphureus Sol.                                          | Звичайний у всіх зонах. Присутній або звичайний на всіх основних і дрібніших островах (крім Квітої), також часто трапляється на Ведмежому. |             | LC          |            |
| Порядок: Розоцвіті (Rosales)                                        | |             |             |            |
| Родина: Розові (Rosaceae)                                           | |             |             |            |
| Alchemilla glomerulans Buser                                        | Знайдений у середній арктичній тундрі на північно-східному узбережжі острова Ведмежий. |             | CR          |            |
| Приворотень напівзарубчастий * Alchemilla subcrenata Buser          | Завезений. Наявний один або кілька осередків у межах російського поселення Баренцбург на Шпіцбергені. |             | NA          |            |
| Дріада восьмипелюсткова * Dryas octopetala L.                       | Повсюдний у середній і північній тундрі. Знайдений на всіх основних островах групи Шпіцберген, але не відомий з Ведмежого. |             | LC          |            |
| Potentilla arenosa (Turcz.) Juz.                                    | Теплолюбний. У середній арктичній тундрі на Шпіцбергені, де є кілька ділянок уздовж внутрішньої й середньої частини Ісфьорду й Війдефьорду, та ще кілька на Конгсфьорді та Кросфьорді. |             | NT          |            |
| Перстач Крантца * Potentilla crantzii (Crantz) Beck ex Fritsch      | Теплолюбний. Обмежений Шпіцбергеном де розсіяно трапляється від півдня до півночі. |             | NT          |            |
| Potentilla hyparctica Malte                                         | Поширений у всіх зонах. Знайдений на островах Шпіцберген, Земля Принца Карла, Едж, Острів Баренца, Північно-Східна Земля, але не на Ведмежому. |             | LC          |            |
| Potentilla insularis Soják                                          | Теплолюбний. Зростає в середній арктичній тундрі в центральній і північній частинах Шпіцбергену. |             | NT          |            |
| Potentilla lyngei Jurtz. & Soják                                    | Теплолюбний. Єдине певне відоме місце зростання лежить на схилі гори Темплет на внутрішній частині Ісфьорду. |             | VU          |            |
| Potentilla nivea L.                                                 | Теплолюбний. Рослина середньої арктичної тундри, внутрішньої й середньої частин фйордів Шпіцбергену. |             | LC          |            |
| Potentilla pulchella R.Br.                                          | Досить поширений у середній і північній арктичній тундрі, злегка переступаючи в полярну пустелю. В основному зростає у внутрішніх фйордових районах Шпіцбергену, але є кілька місць на Північно-Східній Землі й Еджф. |             | LC          |            |
| Морошка Rubus chamaemorus L.                                        | Теплолюбний. Цей вид відомий лише з деяких кліматично найсприятливіших місць на Шпіцбергені й тільки в районах Ісфьору. |             | EN          |            |
| Sibbaldia procumbens L.                                             | Теплолюбний. Осередок зростання розташований в середній арктичній тундрі в безпосередній близькості від теплих джерел на Бокфьорді. |             | EN          |            |
| Порядок: Ломикаменецвіті (Saxifragales)                             | |             |             |            |
| Родина: Товстолисті (Crassulaceae)                                  | |             |             |            |
| Родіола рожева * Rhodiola rosea L.                                  | Теплолюбний. На Ведмежому відомий із 37 пунктів, тобто, досить поширений. |             | LC          |            |
| Родина: Ломикаменеві (Saxifragaceae)                                | |             |             |            |
| Chrysosplenium tetrandrum (N.Lund ex Malmgren) Th.Fr.               | Зростає в середній і північній арктичній тундрі, на Ведмежому (тільки 5 місць) і на Шпіцбергені (вся західна й центральна частини). |             | LC          |            |
| Micranthes foliolosa (R.Br.) Gornall                                | Холодолюбний. Поширений у всіх зонах на всіх великих островах архіпелагу, за винятком Ведмежого, а також на кількох дрібніших. |             | LC          |            |
| Micranthes hieraciifolia Waldst. & Kit. ex Willd.                   | Звичайний у середній арктичній тундрі й більш рідко у найтепліших районах північної арктичної тундри. Росте в основному на Шпіцбергені з двома знахідками на заході Еджі, однією на північному заході Північно-Східної Землі й кількома на півночі Землі Принца Карла. |             | LC          |            |
| Micranthes nivalis L.                                               | Поширений у всіх зонах на всіх основних островах групи Шпіцберген і на Ведмежому. |             | LC          |            |
| Micranthes tenuis (Wahlenb.) Small                                  | Поширений у всіх зонах. Вид відомий з усіх великих островів, у тому числі Ведмежого, а також із кількох дрібніших. |             | LC          |            |
| Ломикамінь аїзоподібний * Saxifraga aizoides L.                     | Поширений у середній арктичній тундрі, рідше в північній арктичній тундрі. Обмежений Шпіцбергеном, Землею Принца Карла і Ведмежим, зростає переважно на нейтральних та лужних ґрунтах. |             | LC          |            |
| Saxifraga cernua L.                                                 | Звичайний у всіх зонах. Одна з найбільш поширених рослин архіпелагу й досягає навіть найсуворіших островів (Стороя і Квітоя на схід від Північно-Східної Землі). |             | LC          |            |
| Saxifraga cespitosa L.                                              | Звичайний або розповсюджений у всіх зонах. Присутній на всіх великих островах, у тому числі Ведмежому. |             | LC          |            |
| Ломикамінь болотний * Saxifraga hirculus L.                         | Відсутній у найсуворіших частинах архіпелагу. Частий у середній і північній арктичній тундрі, ледь переступаючши в полярну пустелю. Зростає на всіх великих островах і досить поширений на Шпіцбергені. |             | LC          |            |
| Saxifraga hyperborea R.Br.                                          | Наявний у всіх зонах. Частий на Шпіцбергені й частині Північно-Східної Землі, зареєстрований на кількох навколишніх островах (наприклад, Земля Принца Карла, Острів Баренца, Земля Короля Карла). |             | LC          |            |
| Ломикамінь супротивнолистий * Saxifraga oppositifolia L.            | Звичайний у всіх зонах. Вид, імовірно, найпоширеніший із судинних рослин архіпелагу й часто переважає в рослинному покриві. Також один із найпомітніших, особливо на початку сезону, коли його квіти вкривають фіолетовим килимом великі ділянки. Зареєстрований майже в кожному місці, відвіданому ботаніками й любителями природи.                                                     |             | LC          |            |
| Saxifraga platysepala (Trautv.) Tolm.                               | Частий у середній і північній арктичній тундрі, переступаючи в полярну пустелю. Наявний на всіх основних островах групи Шпіцберген (Шпіцберген, Земля Принца Карла, Едж, Острів Баренца, Північно-Східна Земля), але відсутній у районах із найбільш кислими ґрунтами (наприклад, у північно-західних і південних частинах Шпіцбергену).                                                 |             | LC          |            |
| Saxifraga rivularis L.                                              | Наявний у всіх зонах і розповсджений на більшості великих островів, у тому числі Ведмежому. |             | LC          |            |
| Saxifraga svalbardensis Øvstedal                                    | Поширений на Шпіцбергені й відомий з Еджа, Землі Короля Карла й Північно-Східної Землі, але не з Ведмежого. Присутній у всіх зонах. |             | —           |            |

Виноски
1 У межах списку для позначення архіпелагу Шпіцберген вжито «архіпелаг», а для позначення острова Західний Шпіцберген вжито «Шпіцберген»

2 ЧСШ — Червоний список архіпелагу Шпіцберген